# On Time (film 1924)
On Time è un film muto del 1924 diretto da Henry Lehrman. La sceneggiatura di Garrett Fort si basa su un soggetto di Alfred Cohn. Prodotto da M.H. Hoffman per la Carlos Productions, una piccola casa di produzione attiva negli anni venti, il film era interpretato da Richard Talmadge, Billie Dove, Stuart Holmes, George Siegmann, Tom Wilson, Charles Clary, Douglas Gerrard, Fred Kirby e Frankie Mann.

## Trama
Prima di sposare Helen Hendon, Harry Willis si era proposto di riuscire in sei mesi a fare fortuna. Falliti i suoi tentativi, ritorna scoraggiato da lei. Riceve una strana proposta: se riuscirà a seguire alla lettera per un giorno intero una serie di istruzioni, gli verranno consegnati diecimila dollari. Dopo aver accettato, Harry si ritrova coinvolto in varie avventure che vanno da intricata situazione durante un ballo in costume, ai tentativi di un medico di trapiantargli il cervello di un gorilla fino a una rissa in un tempio dove alcuni cinesi cercano di impossessarsi di un piccolo idolo che gli appartiene. Quando poi Harry si reca a richiedere la licenza di matrimonio, si rende conto che tutti questi incidenti sono stati creati ad arte per metterlo alla prova e testare la sua capacità di diventare una stella del cinema. Alla fine, Harry è riuscito non solo a vincere come premio la sua ragazza, ma anche ad ottenere un contratto cinematografico.

## Produzione
Il film fu prodotto dalla Carlos Productions.

## Distribuzione
Il copyright del film, richiesto dalla Carlos Productions, fu registrato il 1º marzo 1924 con il numero LP20000. Lo stesso giorni, presentato da A. Carlos e distribuito dalla Truart Film Co., il film uscì nelle sale cinematografiche degli Stati Uniti con il titolo originale On Time, pur se nei manifesti pubblicitari appare anche il titolo On Time!. In Portogallo, uscì il 23 agosto 1926 con il titolo Pontualidade de Ricardito; in Finlandia, il 15 novembre 1926. In Danimarca, con il titolo Mongolens Hævn, fu distribuito il 7 febbraio 1927.
Non si conoscono copie ancora esistenti della pellicola che viene considerata presumibilmente perduta.